# Charge structurelle
Une charge structurelle ou une action structurelle est une force, une déformation ou une accélération appliquée aux éléments structurels,. Une charge provoque des contraintes, des déformations et des déplacements dans une structure. L'analyse structurelle, une discipline de l'ingénierie, analyse les effets des charges sur les structures et les éléments structurels. Une charge excessive peut provoquer une défaillance structurelle, ce qui doit donc être pris en compte et contrôlé lors de la conception d'une structure. Des structures mécaniques particulières, telles que les aéronefs, les satellites, les fusées, les stations spatiales, les navires et les sous-marins, sont soumises à leurs propres charges et actions structurelles. Les ingénieurs évaluent souvent les charges structurelles sur la base de réglementations, de contrats ou de spécifications publiés. Les normes techniques acceptées sont utilisées pour les tests de validation et l'inspection (en).

## Types
Les charges mortes sont des forces statiques relativement constantes pendant une période prolongée. Elles peuvent être en traction ou en compression. L'expression peut faire référence à une méthode de test en laboratoire ou à l'utilisation normale d'un matériau ou d'une structure.
Les charges vives sont généralement des charges variables ou mobiles (en). Celles-ci peuvent avoir un élément dynamique important et peuvent impliquer des considérations telles que l'impact, la quantité de mouvement, les vibrations, la dynamique de ballottement des fluides, etc.
Une charge d'impact est une charge dont le temps d'application sur un matériau est inférieur au tiers de la période naturelle de vibration de ce matériau.
Les charges cycliques sur une structure peuvent entraîner des dommages par fatigue, des dommages cumulés ou une défaillance. Ces charges peuvent être des charges répétées sur une structure ou peuvent être dues à des vibrations.

## Charges sur les structures architecturales et de génie civil
Les charges structurelles sont un élément important à prendre en compte dans la conception des bâtiments. Les codes du bâtiment exigent que les structures soient conçues et construites pour résister en toute sécurité à toutes les actions auxquelles elles sont susceptibles de faire face au cours de leur durée de vie, tout en restant aptes à l'emploi. Les charges ou actions minimales sont spécifiées dans ces codes du bâtiment pour les types de structures, les emplacements géographiques, l'utilisation et les matériaux de construction. Les charges structurelles sont divisées en catégories selon leur cause d'origine. En termes de charge réelle sur une structure, il n'y a pas de différence entre les charges mortes et les charges vives, mais une distinction s'opère toutefois, pour une utilisation dans les calculs de sécurité, ou pour faciliter l'analyse sur des modèles complexes.
Pour répondre à l'exigence selon laquelle la résistance de conception doit être supérieure aux charges maximales, les codes du bâtiment prescrivent que, pour la conception structurelle, les charges soient augmentées par des facteurs de charge. Ces facteurs de charge sont, en gros, un rapport entre la résistance théorique de conception et la charge maximale attendue en service. Ils sont développés pour aider à atteindre le niveau de fiabilité souhaité d'une structure sur la base d'études probabilistes qui prennent en compte la cause d'origine, la récurrence, la distribution et la nature statique ou dynamique de la charge.

### Charge morte, poids mort
La charge morte comprend des charges relativement constantes dans le temps, compris le poids de la structure elle-même et des éléments immobiliers tels que les murs, les plaques de plâtre ou la moquette. Les charges mortes sont également appelées charges permanentes ou statiques. Les matériaux de construction ne constituent pas des charges mortes tant qu'ils ne sont pas construits de manière permanente,,.

### Charge vive
Les charges vives, ou charges imposées, sont temporaires, de courte durée ou une charge mobile (en). Ces charges dynamiques peuvent impliquer des considérations telles que l'impact, l'impulsion, les vibrations, la dynamique de ballotement des fluides et la fatigue des matériaux.
Les charges vives, parfois également appelées charges probabilistes (stochastique), incluent toutes les forces variables au cours du cycle de fonctionnement normal de l'objet, à l'exclusion des charges de construction ou environnementales.

### Charges environnementales
Les charges environnementales sont des charges structurelles causées par des forces naturelles telles que le vent, la pluie, la neige, les tremblements de terre ou les températures extrêmes.
- Charges de vent
- Charges de neige, de pluie et de glace
- Charge sismique
- Charges hydrostatiques
- Les changements de température entraînant une dilatation thermique provoquent des charges thermiques
- Charges de accumulation d'eau (en)
- Soulèvement dû au gelFrost heaving (en)
- Pression latérale du sol, des eaux souterraines ou des matériaux en vrac
- Charges provenant de fluides ou d'inondations
- Fonte du pergélisol
- Charges de poussière

### Autres charges
Les ingénieurs doivent également être conscients des autres actions pouvant affecter une structure, telles que :
- Règlement ou déplacement des fondations
- Incendie structurel
- Corrosion
- Explosion
- Fluage ou retrait
- Impact des vibrations des véhicules ou des machines
- Charges de construction

### Combinaisons de charges
Une combinaison de charges se produit lorsque plusieurs types de charges agissent sur la structure. Les codes du bâtiment spécifient généralement diverses combinaisons de charges ainsi que des facteurs de charge (pondérations) pour chaque type de charge afin de garantir la sécurité de la structure dans différents scénarios de charge maximale attendue. Par exemple, lors de la conception d'un escalier, un facteur de charge morte peut être 1,2 fois le poids de la structure, et un facteur de surcharge peut être 1,6 fois la charge utile maximale attendue. Ces deux « charges pondérées » sont combinées (ajoutées) pour déterminer la « résistance requise » de l'escalier.
La taille du facteur de charge est basée sur la probabilité de dépasser toute charge de conception spécifiée. Les charges mortes ont de petits facteurs de charge (par exemple 1,2) car le poids est principalement connu et pris en compte, comme les éléments structurels, les éléments architecturaux et les finitions, les gros équipements mécaniques, électriques et de plomberie (MEP), et pour les bâtiments, il est courant d'inclure une charge morte super imposée (Super Imposed Dead Load, SIDL) d'environ 5 livres par pied carré (psf) représentant divers poids tels que les boulons et autres fixations, le câblage et divers luminaires ou petits éléments architecturaux. Les charges vives, en revanche, peuvent être des meubles, des équipements mobiles ou les personnes elles-mêmes, et peuvent augmenter au-delà des quantités normales ou attendues dans certaines situations, c'est pourquoi un facteur plus élevé de 1,6 tente de quantifier cette variabilité supplémentaire. La neige utilisera également un facteur de charge maximum de 1,6, tandis que les charges latérales (séismes et vent) sont définies de telle sorte qu'un facteur de charge de 1,0 est pratique. Plusieurs charges peuvent être additionnées de différentes manières, par exemple:
« 1.2*Dead + 1.0*Live + 1.0*Earthquake + 0.2*Snow, or 1.2*Dead + 1.6(Snow, Live(roof), OR Rain) + (1.0*Live OR 0.5*Wind). » (Dead=Charges mortes; Live=Charges vives, etc.

## Charges structurelles des avions
Pour les avions, les charges sont divisées en deux grandes catégories : les charges limites et les charges ultimes. Les charges limites sont les charges maximales qu'un composant ou une structure peut supporter en toute sécurité. Les charges ultimes sont les charges limites multipliées par un facteur de 1,5 ou le point au-delà duquel le composant ou la structure défaillira. Les charges de rafales sont déterminées statistiquement et sont fournies par une agence telle que la Federal Aviation Administration. Les charges de collision sont vaguement limitées par la capacité des structures à survivre à la décélération d'un impact majeur au sol. D'autres charges qui peuvent être critiques sont les charges de pression (pour les avions pressurisés à haute altitude) et les charges au sol. Les charges au sol peuvent provenir d'un freinage défavorable ou de manœuvres pendant le roulage. Les avions sont constamment soumis à des charges cycliques. Ces charges cycliques peuvent provoquer une fatigue du métal.